# 让-弗朗索瓦·马泰

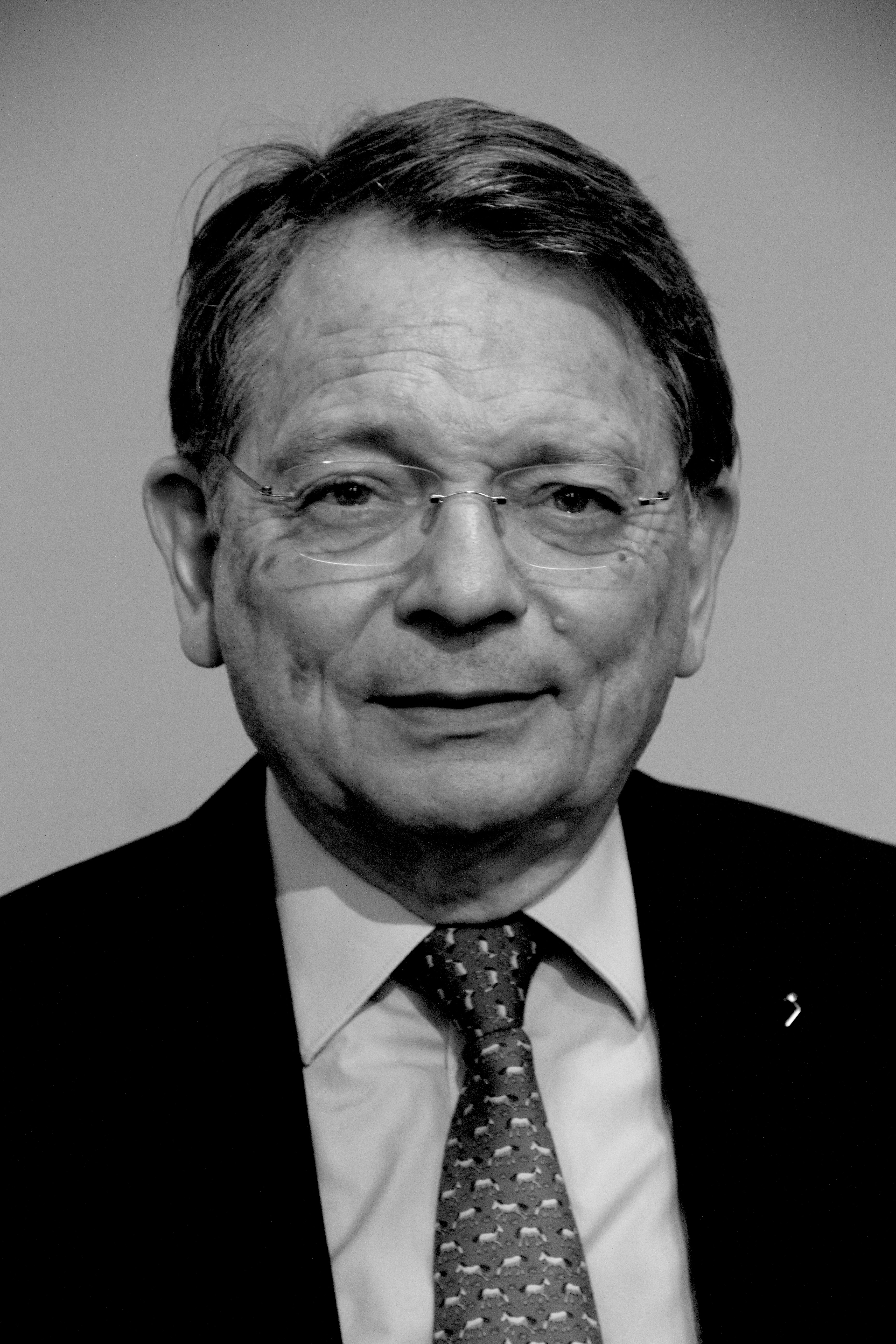
让-弗朗索瓦·马泰, 2013

让-弗朗索瓦·马泰（1943年1月14日—），生於法國中部里昂，是一名法國醫生及政治家。
在2002年5月7日到2004年3月31日期間，他曾經擔任法國衛生部部長。

## 執業生涯
让-弗朗索瓦·马泰是兒科和遺傳學的教授。他曾經在馬賽的教學醫院擔任基因學總監。他也在國家道德顧問委員會（Comité consultatif national d'éthique）出任顧問，直到1997年，而且自2000年成為國家醫藥學會中的名譽會員。  另外，他也是法國紅十字會的主席。